# Pompás virágbogár
A pompás virágbogár (Protaetia speciosissima) a rovarok (Insecta) osztályának a bogarak (Coleoptera) rendjébe, ezen belül a mindenevő bogarak (Polyphaga) alrendjébe és a ganajtúrófélék (Scarabaeidae) családjába tartozó faj. Magyarországon is sok helyütt előfordul.

## Elterjedése
Dél- és Közép-Európában elterjedt, kontinentális éghajlatot kedvelő faj; néhol tömegesen fordul elő.
Magyarországon is sok helyen előfordul, és idősebb faállományú erdőkben gyakori. Mivel azonban leginkább a lombkoronaszintben tartózkodik, nehéz kimutatni a jelenlétét.
Gyűjtési adatai májustól szeptemberig vannak.

## Megjelenése
A pompás virágbogár 25–30 mm nagyságú, zömök testű bogár. Az alcsaládjának legnagyobb magyarországi faja. Teste mindkét oldalán fényes, fémfényű smaragdzöld, sokszor aranyos csillogással. A mellközép lapos, kiszélesedő nyúlványa sima, nem szőrözött. Szárnyfedői alig láthatóan pontozottak, nincs rajtuk hosszanti barázda. Erőteljes lábai is zöldek, a lábszárakon fehér térdfoltok nélkül.

## Életmódja

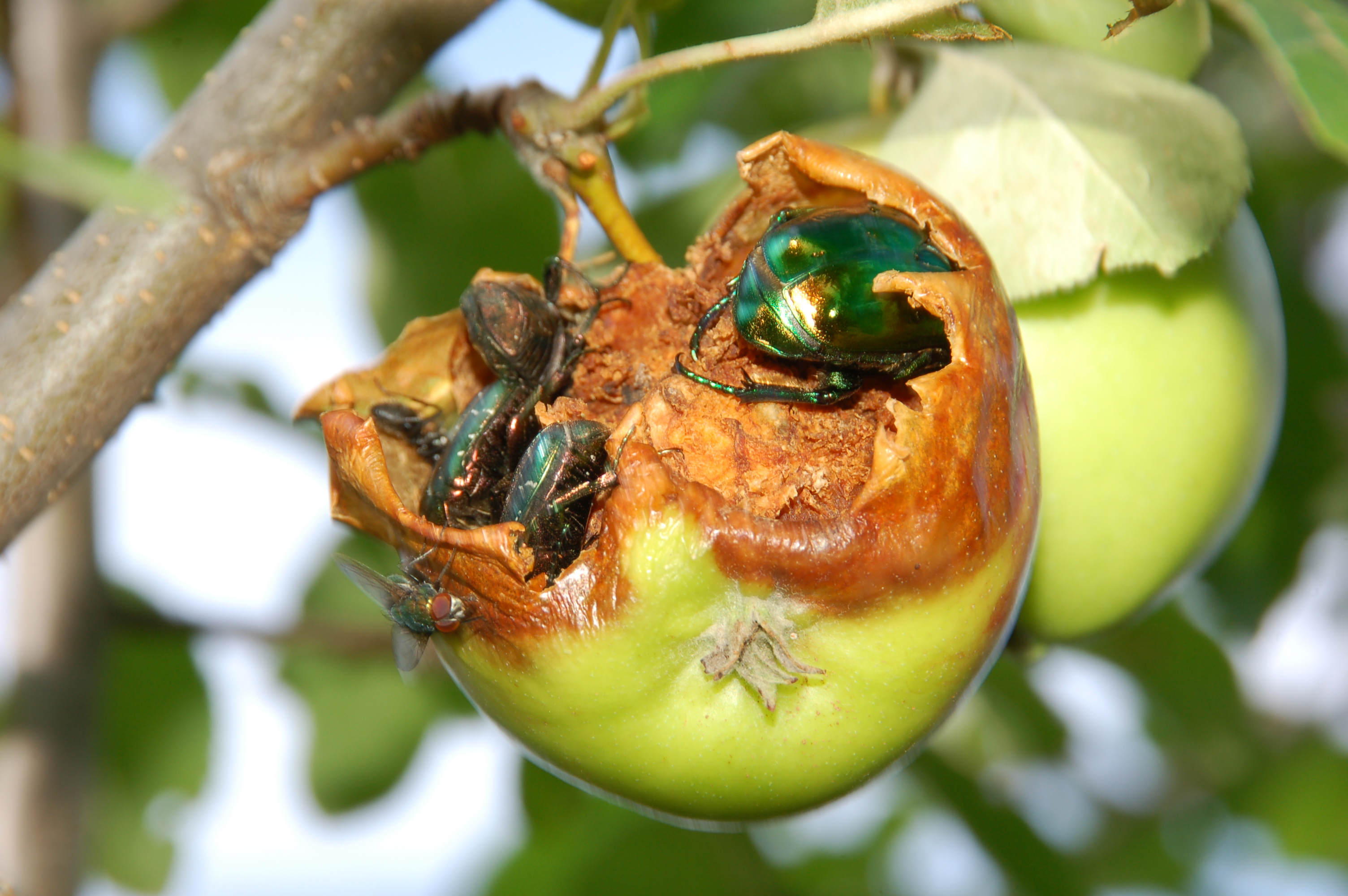
Erjedő gyümölcsön táplálkozó pompás virágbogár

Az imágó ritkán látogat virágokat, főleg fák kifolyó nedvén, erjedő gyümölcsön  és a tenyészhelyéül szolgáló idős fákon található meg. Kis egyedszámban ugyan, de sokfelé előfordul, ahol az egyedfejlődéséhez szükséges öreg, lábon korhadó fák megtalálhatóak. Így elhagyott gyümölcsösökben, fás legelőkön, ártéri galériaerdőkben, pusztai tölgyesekben találja meg legjobban életfeltételeit.
Jellemző szaproxilofág faj; lárvája idős, korhadó fák nedves odvaiban fejlődik.

## Nevezéktana
A pompás virágbogár tudományos neve igen gyakran Protaetia aeruginosa (Drury, 1773) formában szerepel. A Drury által adott Scarabaeus aeruginosus név azonban érvénytelen, mert Drury nem leírásként alkalmazta, hanem tévesen használta ezt a nevet az általa ismert nagy, zöld, európai pompás virágbogárra. A Scarabaeus aeruginosus Linné, 1758 nevű bogár valószínűleg egy dél-amerikai szipolyfaj (Rutelinae).